# Aloeides taikosama
The Dusky Copper (Aloeides taikosama) là một bướm ngày thuộc họ Lycaenidae. Loài này có ở Nam Phi, Botswana, Lesotho, Mozambique và Zimbabwe. Ở Nam Phi, nó có ở phía đông West Cape đến East Cape, Orange Free State, phía bắc KwaZulu-Natal, Gauteng, Mpumalanga, Limpopo Province, North West Province và phía đông North Cape.
Sải cánh từ 22–27 mm đối với con đực và 27–33 mm đối với con cái. Cá thể trưởng thành mọc cánh từ tháng 8 tới tháng 4, đỉnh điểms vào tháng 11 và tháng 3. Mỗi năm loài này có nhiều thế hệ.

## Hình ảnh

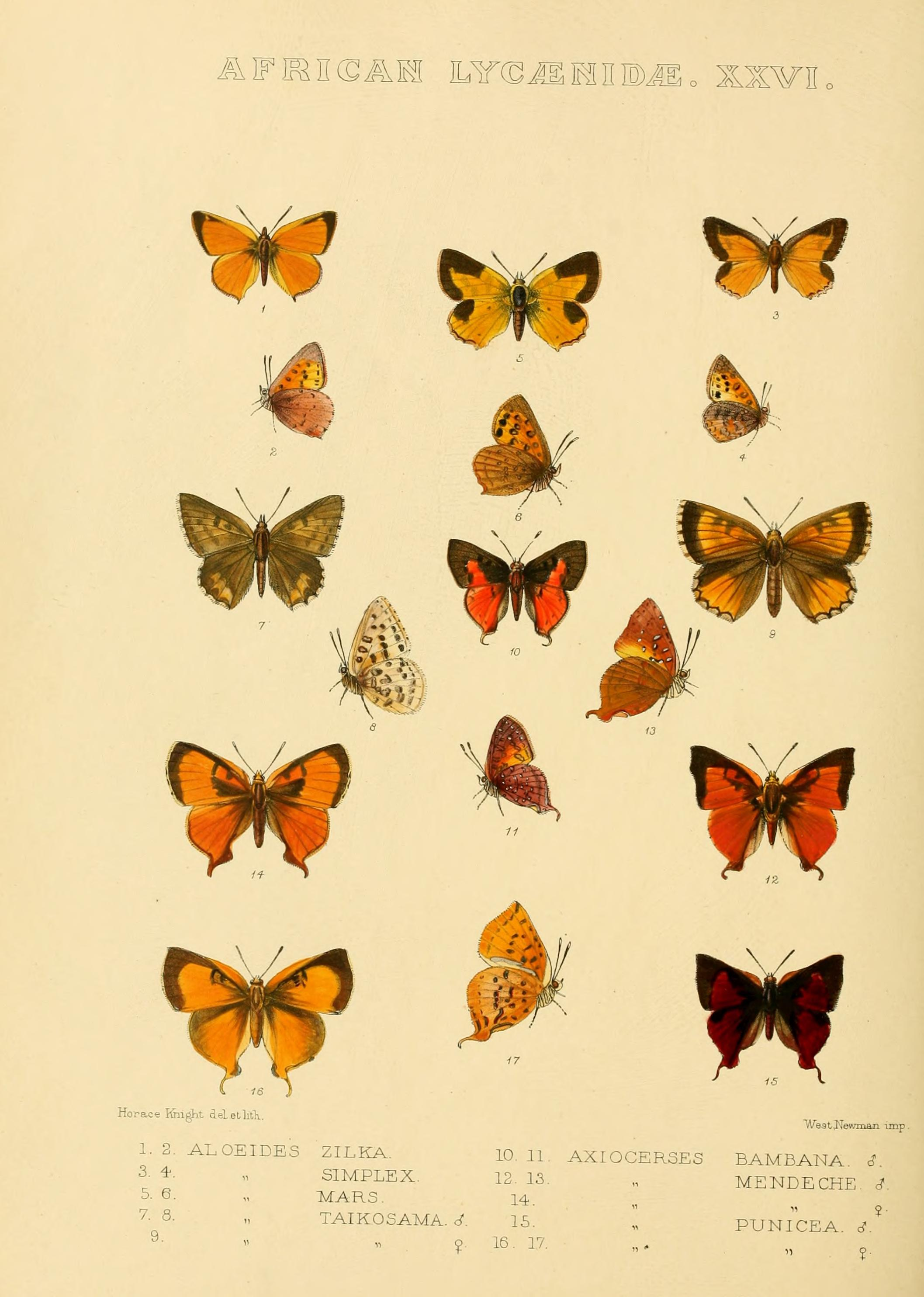